# Santa María, Badiraguato
Santa María är en ort i Mexiko.   Den ligger i kommunen Badiraguato och delstaten Sinaloa, i den västra delen av landet, 1 100 km nordväst om huvudstaden Mexico City. Santa María ligger 279 meter över havet och antalet invånare är 109.
Terrängen runt Santa María är huvudsakligen lite bergig. Santa María ligger nere i en dal. Runt Santa María är det mycket glesbefolkat, med 6 invånare per kvadratkilometer. Närmaste större samhälle är Palmar de los Ríos, 17,9 km sydväst om Santa María. I omgivningarna runt Santa María växer i huvudsak lövfällande lövskog.